# Nicorești, Galați
Nicorești este satul de reședință al comunei cu același nume din județul Galați, Moldova, România.

## Așezare
Localitatea Nicorești este așezată în partea de nord a județului Galați, la o distanță de 15 km de orașul Tecuci, la o distață de 40 km de municipiul Focșani și la o distață de 95 km de municipiul Galați.

## Istorie
Legenda spune că, în toamna anului 1474, oastea lui Ștefan cel Mare purta o bătălie în această zonă cu armata turcă. Ieșind învingători din această bătălie, Ștefan cel Mare a dat poruncă să fie îndestulați oștenii cu mâncare și băutură. Hatmanul Nicoară pornește sa cerceteze împrejurimile, mergând până în satul Nicorești de astăzi. Aici a găsit un vin bun, roșu, la o babă, l-a încercat si s-a îndreptat spre locul de popas al oștii. Hatmanul tratează cu vinul adus și pe voievod, care a rămas surprins de calitatea vinului. Pentru ca au rămas fără vin, hatmanul se întoarce în sat pentru a mai aduce băutură oștii. De data asta se oprește la o casă unde o fată vindea un vin diferit de primul, dar la fel de bun. Hatmanul duce și acest vin oștirii, care se bucură de calitatea acestuia. Atunci Ștefan cel Mare a dat poruncă ca satul cu pricina sa poarte numele Hatmanului Nicoară (Nicorești), soiul de fruct din care era făcut vinul de la babă să poarte numele de „Băbească” (astăzi cunoscut ca „Băbească Neagră”), iar cel de la fată „Fetească”.
Cea mai veche atestare documentară a localității Nicorești datează din anul 1572, când este menționat satul Nicoreștii de Jos, la o vânzare de vie din ținutul Fălciului.
În Descrierea Moldovei (1716) Dimitrie Cantemir menționa că în ierarhia valorică a podgoriilor din Moldova, Nicorești se situa pe locul patru.
La recensământul din 1860, Nicoreștii erau oficial a 40-a localitate urbană a Moldovei, după numărul populației (1105 locuitori).
La sfârșitul secolului al XIX-lea, filoxera a distrus și la Nicorești o mare suprafață viticolă, care a fost refăcută în prima parte a secolului XX. În anul 1941 la Nicorești existau 1416 ha de viță de vie.

## Personalități
- Gabriel Drăgan (1904-1981), prozator și poet român